# Deifobo
Deifobo (in greco antico: Δηίφοβος?, Dēìphobos) è un personaggio della mitologia greca, figlio di Priamo e di Ecuba e principe troiano.
Durante la guerra di Troia, che scoppiò a causa del rapimento della regina di Sparta, Elena, da parte di Paride, suo fratello, Deifobo fu con Ettore, Troilo e Antifo uno dei Priamidi che più si misero in evidenza. Gli episodi omerici riguardanti Deifobo si trovano nel libri XII, XIV e XXII dell'Iliade. La sua morte è invece descritta in altri testi, tra cui l'Eneide.

## Il mito

### Prima della guerra di Troia
Secondo Apollodoro, Deifobo è il terzo figlio maschio di Priamo ed Ecuba, dopo Ettore e Paride, ovvero il loro sesto figlio. Sin da fanciullo mostrò un carattere piuttosto rude, ma soprattutto ben predisposto all'arte della guerra.
Il carattere di Deifobo viene raccontato da Darete il frigio nell'episodio dei giochi indetti in memoria di Paride. Deifobo vi prese parte insieme ai suoi fratelli e si distinse in numerose gare, ma, quando un misterioso giovane riuscì a sorpassarlo nella gara di cocchi, il troiano, sdegnato, si accordò con i fratelli per uccidere il nuovo arrivato.
Mentre venivano appostate numerose guardie alle uscite dello stadio, Deifobo si armò insieme al fratello maggiore Ettore e, con la spada sguainata, si avventò contro il vincitore delle gare, il quale aveva ottenuto come premio ben tre corone. Il giovane, spaventato, si rifugiò sull'altare di Zeus, e allora un pastore, di nome Agelao, svelò a Priamo l'identità dello sconosciuto, Paride, fratello di Deifobo, allevato sul monte Ida a causa di oscure predizioni che lo avevano tormentato sin dalla nascita. Da allora, nonostante alcune opposizioni, il giovane principe troiano venne accolto nella reggia dove si riappacificò con Deifobo e gli altri suoi fratelli.

### Guerra di Troia

#### I primi anni di guerra
Prese parte alla guerra contro gli Achei fin dal primo anno. Quando le navi dei nemici s'appostarono presso la costa della Troade, l'eroe, insieme all'esercito troiano, avanzò contro di loro per impedire lo sbarco. Qui, secondo alcuni autori, riuscì a trafiggere con un giavellotto l'eroe Protesilao.
Deifobo si fece notare nuovamente quando tentò di portare aiuto al fratello Troilo, minacciato da Achille. Polissena, loro sorella, sfuggita all'ira dell'eroe greco, aveva dato la notizia della sua uccisione; Deifobo si armò insieme al cugino Enea e ai fratelli Polite ed Ettore giungendo sul luogo dell'assassinio, ma oramai era troppo tardi per vendicare la sua morte.

#### Combattimento contro l'accampamento acheo
Nel corso della guerra, insieme con il fratello Eleno, Deifobo guidò un gruppo di guerrieri e col titolo di comandante è ricordato specialmente nell'Iliade di Omero. Giunse coi suoi uomini fino alle fortificazioni difensive dell'accampamento nemico, che erano state appena costruite, ma qui, avanzando, fu preso di mira da Merione, consigliere di Idomeneo, il quale gli scagliò contro una lancia sperando di colpirlo; tuttavia l'arma non lo ferì, trapassò leggermente lo scudo del troiano, senza riuscire neanche a penetrarlo. Deifobo continuò a combattere valorosamente, ma quando vide soccombere sotto i suoi occhi per mano di Idomeneo il giovane condottiero alleato Asio, che era nel suo stesso squadrone, si coprì con lo scudo e scagliò l'asta al di là delle file nemiche, trafiggendo Ipsenore, un guerriero acheo. Vantandosi della sua impresa, il troiano atterrì con le sue crudeli parole i guerrieri achei, ma Idomeneo, per incoraggiare i suoi uomini, uccise con un giavellotto Alcatoo, cognato di Enea.
Idomeneo prese allora a canzonare Deifobo, vantandosi di aver fatto ben tre vittime mentre il troiano aveva ucciso solo Ipsenore; punto sul vivo, Deifobo tentennò per il contrattacco, e andò a chiamare Enea, il quale era fermo nel bel mezzo della battaglia, a causa del rancore che portava contro Priamo, il quale non considerava il suo valore. Spronato da Deifobo, l'eroe dardano entrò in battaglia in compagnia sua e di altri troiani e qui compì una grande strage. La battaglia riprese, e stavolta Deifobo scagliò la lancia in direzione dell'odiato Idomeneo, ma ancora sbagliò, facendo però un'altra vittima eccellente, Ascalafo, figlio di Ares, che colpì trapassandogli la spalla robusta. Il dio della guerra sarebbe intervenuto per vendicare la morte del figlio, ma Zeus lo vietò, dato che egli aveva imposto alle altre divinità di non intervenire sul campo di battaglia. Deifobo cercò allora di possedere l'elmo della sua vittima, tuttavia Merione gli trapassò con la lancia il suo braccio, e gli impedì di impossessarsene. L'eroe troiano sarebbe sicuramente morto se Polite, suo fratello, non fosse intervenuto afferrando Deifobo per la vita e conducendolo in salvo verso Troia, sebbene Deifobo perdesse molto sangue dalla ferita. Più tardi, Ettore, deciso ad incendiare tutte le navi achee, si domandò dove fosse finito il fratello, ma quando vide che nessuno lo raggiungeva, avanzò contro i Danai da solo.

#### L'inganno di Atena
Quando Achille tornò in battaglia deciso a vendicare la morte del suo amante Patroclo, Ettore, temendo la foga dell'eroe, scappò per evitare uno scontro; dopo aver fatto tre giri di corsa intorno alle mura della sua città, la dea Atena assunse le sembianze di Deifobo e gli andò incontro, e lo incitò a non temere Achille, ma a fermarsi e ad affrontarlo.
Ettore, pensando di parlare con suo fratello, ascoltò il consiglio e diede ragione alla dea, poi tornò indietro e parlò con Achille affinché il duello potesse iniziare. Per primo, il troiano scagliò la sua lancia contro Achille. Mancato il bersaglio si rivolse a Deifobo chiedendo di dargli un'altra lancia, ma questi era svanito nel nulla. A quel punto Ettore comprese che gli dei lo avevano ingannato ed abbandonato facendolo perire per mano del figlio di Peleo, come infatti avvenne.
Dopo la morte di Ettore, Priamo, suo padre, volle raggiungere Achille nella sua tenda per chiedere la restituzione del cadavere. Camminando nel palazzo reale, il vecchio re scorse gli altri suoi figli oziosi nella reggia e, sdegnato, iniziò a rimproverarli duramente, prendendosela anche con Deifobo, dato che anziché lottare o fare qualcosa per difendere la città, erano tutti intenti al non far nulla, nello sfarzo e in una calda accoglienza.

#### L'uccisione di Achille
Secondo alcune tradizioni, il giorno in cui venne per domandargli il corpo del figlio ucciso, Achille chiese a Priamo di dargli in sposa la propria figlia minore, Polissena; il re accettò ma a patto che gli Achei avessero rinunciato alle loro pretese e abbandonato la Troade. Sapendo ciò, Polissena decise di vendicarsi: chiese ad Achille il segreto della sua invulnerabilità, e quando l'eroe, perdutamente innamorato della fanciulla, acconsentì a rispondere, la troiana raggiunse i fratelli Paride e Deifobo per riferire tutto ciò che aveva saputo dal suo futuro marito.
Su richiesta di Polissena, Achille si recò nel tempio di Apollo Timbreo a piedi nudi e senza armi per innalzare un sacrificio agli dei, all'inizio del loro matrimonio. Per fingere di conciliare questa unione, Deifobo strinse l'eroe in un abbraccio apparentemente amichevole e proprio allora incitò Paride, nascosto dietro la statua del dio Apollo, a scagliare la sua freccia, che colpì l'eroe al tallone, unico punto vulnerabile, ferendolo a morte.
Tra gli spasimi, Achille afferrò un tizzone da un focolare acceso lì vicino, e con quello si abbatté sui Troiani là riuniti, massacrandoli tutti insieme, inclusi i servi e i sacerdoti del tempio. Deifobo e Paride scamparono alla strage lasciando l'eroe nel tempio, che morì alcuni minuti dopo. Questa uccisione a tradimento suscitò lo sdegno di numerosi troiani, soprattutto di Eleno e di Enea, tanto che da allora Deifobo e Paride persero l'appoggio di qualsiasi loro concittadino.

#### Il matrimonio con Elena
Quando anche Paride venne ucciso (per mano dell'arciere Filottete), Priamo offrì Elena al «più valoroso» dei suoi figli; Deifobo ed Eleno si presentarono al suo cospetto per reclamare la fanciulla, affermando ciascuno la propria superiorità in battaglia. Priamo stesso decise di affidare la donna a Deifobo, non solo perché era il più grande, ma anche perché si era dimostrato più valoroso di tutti gli altri suoi fratelli superstiti. Il matrimonio fu stabilito, ma Elena, secondo la maggior parte dei racconti, diversamente da quanto accaduto con gli altri suoi due mariti, non si era mai innamorata di Deifobo e arrivò a dirgli che piuttosto avrebbe preferito tornare da Menelao. La scelta di Priamo venne criticata dalla maggior parte dei Troiani.
Una notte la figlia di Zeus fu sorpresa da una sentinella mentre cercava di calarsi giù dalle mura della città con una corda. Elena venne quindi trascinata a forza da Deifobo, il quale la sposò ugualmente nonostante andasse contro la sua volontà. Lo sdegno che scoppiò tra i troiani fu così forte che Eleno, disgustato dal comportamento del fratello, si  trasferì presso Irtaco e Arisbe sulle pendici del monte Ida e abbandonò la sua città rifiutandosi di difenderla anche se fosse caduta per mano dei nemici.

### La morte

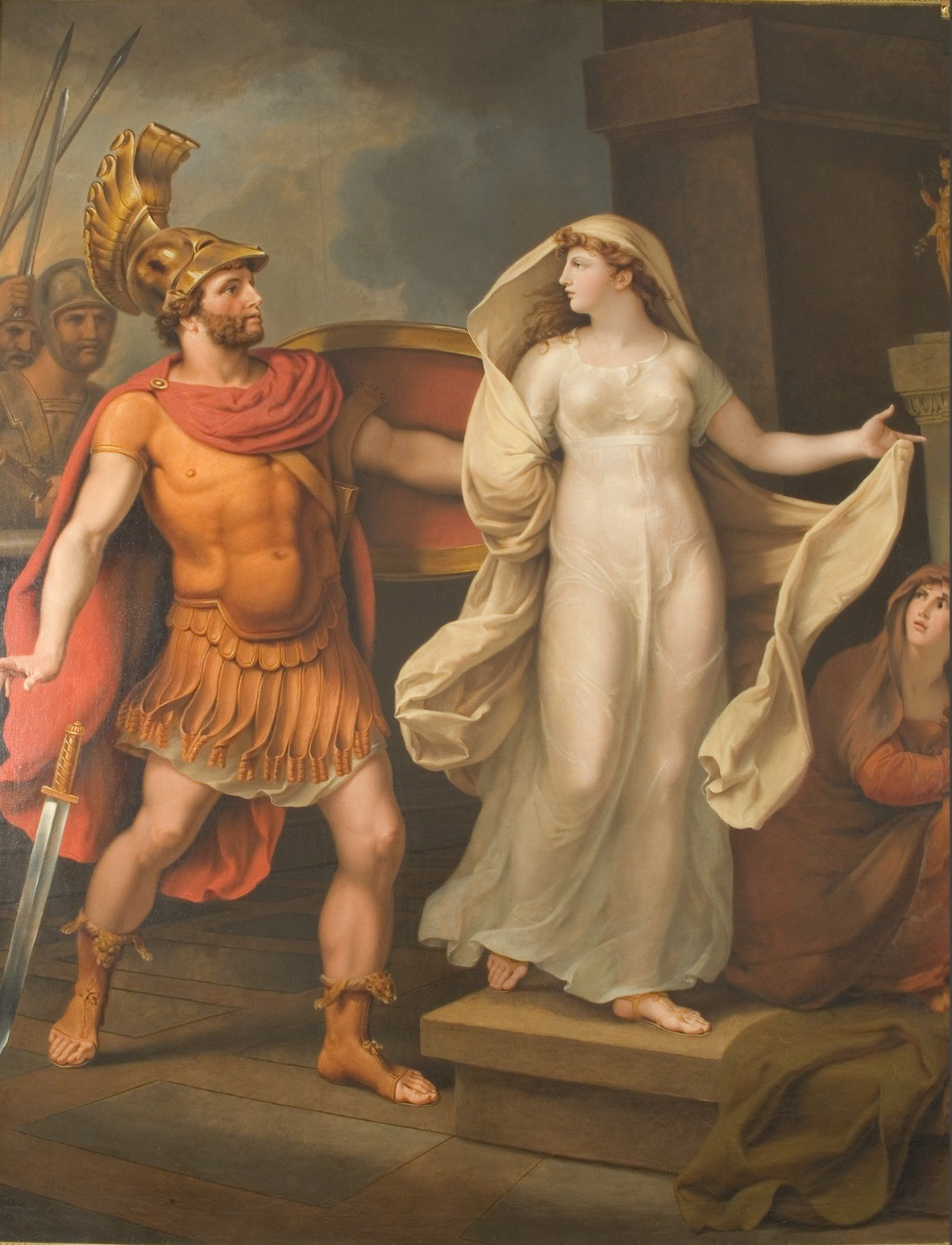
Johann Heinrich Wilhelm Tischbein, Menelao si riconcilia con Elena dopo la morte di Deifobo.

La sera stessa in cui il cavallo di Troia fu trascinato in città, Deifobo accompagnò Elena presso l'enorme costruzione di legno, e qui la donna, quasi volesse divertire il compagno, iniziò a gridare i nomi dei guerrieri achei attorno al cavallo, imitando le voci delle loro mogli, per vedere se le forze nemiche si fossero appunto nascoste al suo interno. Menelao ed Odisseo dovettero trattenere a forza i loro compagni per impedire loro di rispondere ai richiami. Ritornato a casa, il principe troiano, convinto che gli Achei avessero lasciato la Troade, si abbandonò alla gozzoviglia, per poi piombare in un sonno profondo.
In piena notte, quando fu dato il segnale nell'esercito acheo, Elena lasciò nel letto Deifobo e si apprestò a nascondere tutte le sue armi, per impedire qualsiasi sua resistenza. Aspettò poi con fiducia l'arrivo di suo marito Menelao, mentre il figlio di Priamo dormiva inconsapevole di ciò che avrebbe fatto sua moglie o tantomeno dell'intervento dei Greci.
Durante il saccheggio di Troia, Menelao, insieme ad Odisseo (oppure con Agamennone), raggiunse ansioso la casa di Deifobo e qui trovò Elena che vegliava sul troiano addormentato e ubriaco. Dopo che Menelao ebbe colpito Deifobo con la spada, Elena si gettò tra le sue braccia e fuggì con lui.

Altre versioni affermano invece che Deifobo si svegliò all'improvviso, ma venne prontamente ucciso da Menelao (o da Odisseo; o da entrambi; o ancora da Elena, che immerse la spada nella schiena del troiano per dimostrare la fedeltà al primo marito: ma per i più comunque Elena ne festeggiò la morte). Il corpo di Deifobo venne orrendamente fatto a brandelli da Menelao e dalla stessa Elena.
Nell'Eneide di Virgilio, che segue la tradizione che voleva Deifobo ucciso nel sonno, Enea vede la casa del cognato in fiamme, durante la distruzione di Troia. In seguito il semidio troiano incontrerà l'anima di Deifobo durante il viaggio nell'Oltretomba: essa ha mutilazioni a volto e mani. Enea, che prima di lasciare Troia aveva eretto un piccolo cenotafio, si rallegra nel rendersi conto che qualcuno ha poi effettivamente provveduto a seppellire l'eroe assicurandogli pertanto l'accesso all'Ade; ma grande è il suo sconcerto nel vedere Deifobo così martoriato. Il principe gli racconta la propria morte, in particolare gli rivela il tradimento di Elena che aveva sottratto la sua spada da sotto il cuscino e indicato a Menelao il letto in cui dormiva: era stata lei ad aprire le porte e a chiamare Menelao, a cui si era unito anche Ulisse, e tutti e tre avevano infine fatto strazio del suo corpo.
«Come passammo tra falso giubilo l'ultima

notte, lo sai; e bisogna ricordarlo purtroppo.

Quando il fatale cavallo d'un balzo venne sull'alta

Pergamo, e gravido portò nel ventre guerrieri armati,

lei, simulando una danza, guidava intorno le Frigie

ululanti in tripudio; in mezzo brandiva una grande

fiaccola, e dall'alto della rocca chiamava i Danai.

Allora, sfinito dagli affanni e gravato dal sonno,

mi accolse l'infausto talamo, e disteso mi oppresse

un dolce e profondo riposo simile a placida morte.

Intanto quell'egregia sposa sottrae tutte le armi

dalla casa, e mi toglie di sotto il capo la fida spada;

chiama Menelao nelle stanze, e apre le porte,

certo sperando che questo sarebbe un gran dono all'amante,

e che potesse estinguersi così la fama delle antiche colpe.

Ma perché mi dilungo? Irrompono nel talamo;

si unisce a loro, consigliere di delitti, l'Eolide»
(Virgilio, Eneide, libro VI, traduzione di Luca Canali)
Dopo aver narrato ad Enea queste tristi vicende, il figlio di Priamo invoca gli dèi (Di, talia Grais instaurate...) perché gli concedano vendetta sui Greci. La Sibilla sollecita Enea a continuare il cammino, e Deifobo si allontana per tornare nelle tenebre (reddarque tenebris).

## Vittime di Deifobo
1. Ipsenore, guerriero acheo, figlio di Ippaso e fratello di Demoleonte. (Omero, Iliade, libro XIII, vv. 411-416).
2. Ascalafo, capitano sovrano dei Mini, figlio del dio Ares e di Astioche, fratello di Ialmeno. (Omero, Iliade, libro XIII, vv. 514-522).
3. Licone, guerriero acheo. (Quinto Smirneo, Posthomerica, libro VIII, verso 300).
4. Alcimo, intimo amico di Achille e del suo cocchiere Automedonte. (Quinto Smirneo, Posthomerica, libro XI, verso 87).
5. Driante, guerriero acheo. (Quinto Smirneo, Posthomerica, libro XI, verso 87).

## Curiosità
- Da Deifobo prende nome l'asteroide 1867 Deiphobus.